# Wésley Brasilia
Wesley Brasilia (Goiás, Brasil; 7 de mayo de 1981), exfutbolista brasileño. Jugaba de delantero.

## Clubes
| Club                                 | País            | Año       |
| ------------------------------------ | --------------- | --------- |
| Vila Nova (GO)                       | Brasil          | 1998-2001 |
| Santo André                          | Brasil          | 2002-2003 |
| União Barbarense                     | Brasil          | 2003-2004 |
| Londrina                             | Brasil          | 2004      |
| Celaya                               | México          | 2005      |
| Paulista FC                          | Brasil          | 2006      |
| Dibba Al-Hisn                        | Emiratos Árabes | 2007      |
| América FC                           | Brasil          | 2007      |
| Sporting Cristal                     | Perú            | 2008      |
| Brasiliense                          | Brasil          | 2009      |
| Persépolis Football Club             | Brasil          | 2009-2010 |
| Daejeon Hana Citizen Football Club   | Corea del Sur   | 2011      |
| Esporte Clube Rio Verde              | Brasil          | 2011      |
| Campinense Clube                     | Brasil          | 2012      |
| Clube Recreativo e Atlético Catalano | Brasil          | 2013      |
| Deportivo Ayutla                     | Guatemala       | 2013      |
| Sociedade Atlético Ceilandense       | Brasil          | 2014      |
| Clube Atlético Portal                | Brasil          | 2014      |
| Club Deportivo Marathón              | Honduras        | 2014      |
| Anápolis Futebol Clube               | Brasil          | 2015      |
| Club Deportivo Atlético Marte        | El Salvador     | 2015      |
| Brasília Futebol Clube               | Brasil          | 2015      |
| Clube Atlético Taguatinga            | Brasil          | 2016      |
| Sociedade Esportiva Santa Maria      | Brasil          | 2017      |
| Bosque Formosa Esporte Clube         | Brasil          | 2018      |
| Associação Botafogo Futebol Clube    | Brasil          | 2018-2019 |